# Бледське озеро

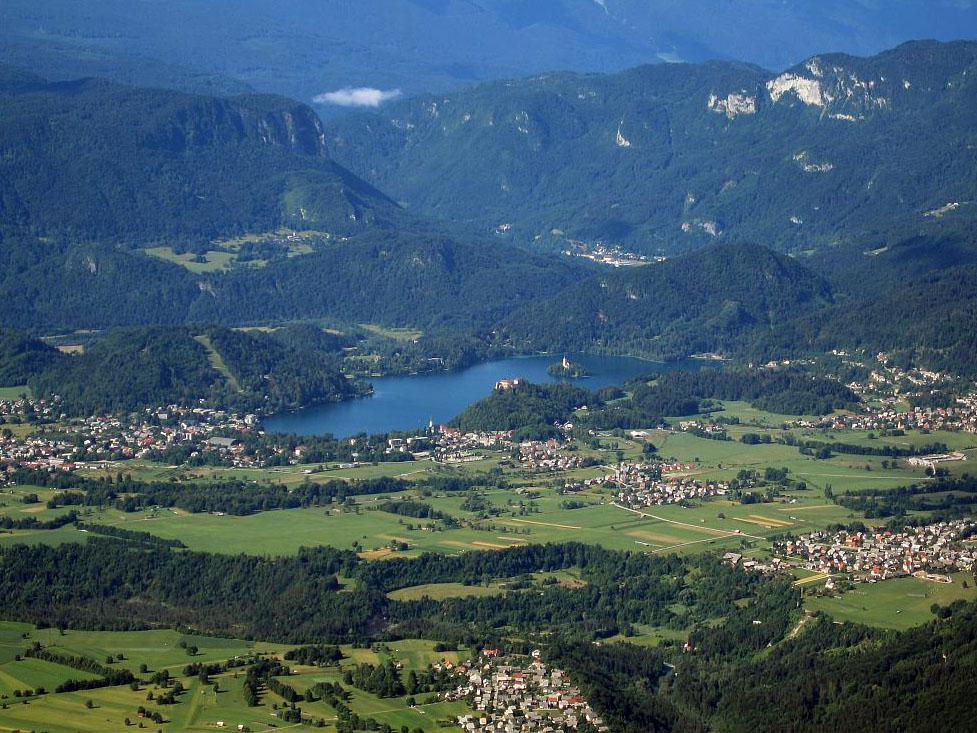
Панорама озера

Бледське озеро (словен. Blejsko jezero; нім. Bleder See, Veldeser See) — озеро в Юлійських Альпах у північно-західній Словенії, на березі якого розташовано місто Блед. Озеро є популярним місцем туризму і розташоване у підніжжя плато Поклюка за 35 км від Міжнародного аеропорту імені Йоже Пучніка та 55 км від столиці країни — Любляни.

## Географія та історія
Озеро має змішане льодовикове та тектонічне походження. Воно має в довжину 2 120 м та 1 380 в ширину, з максимальною глибиною 29,5 м. Розташоване у підніжжя плато Поклюка, озеро має мальовниче оточення — гори та ліси. Середньовічний Бледський замок стоїть на його північному березі, а вхід до Закської долини розташований на його західному боці.

### Бледський острів

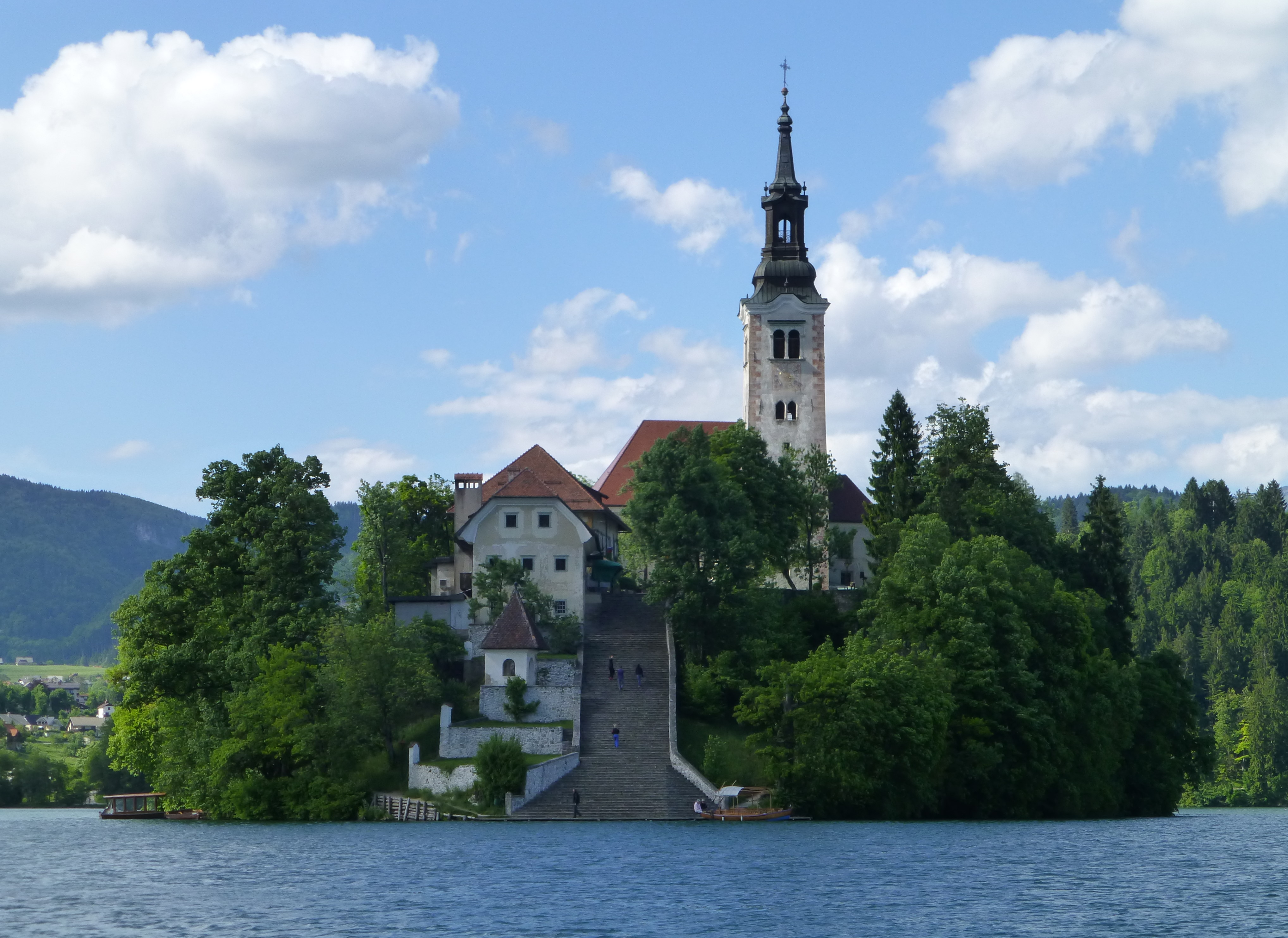
Бледський острів

Посеред озера розташований Бледський острів (словен. Blejski otok), на якому існує декілька будівель, головною з яких є пілігримська церква Вознесіння Діви Марії (словен. Cerkev Marijinega vnebovzetja).
Сучасний вигляд церква отримала наприкінці XVII сторіччя; вона прикрашена залишками готичних фресок (бл. 1470 року) у пресвітерії та багатим облаштуванням в стилі бароко. Церква має одну вежу висотою 52 метри та баркові сходи 1655 року, 98 кам'яних сходинок яких ведуть до входу в будівлю. Церква є популярною у туристів та для весіль (запорукою щастя вважається традиція нареченому взяти на руки наречену та піднятися з нею по сходах, після чого подзвонити у дзвоник та загадати бажання всередині церкви).

## Рекреація та спорт
Озеро добре відоме академічним гребцям, оскільки має дуже добрі умови для цього виду спорту. Тут проводився Чемпіонат світу з академічного веслування 1966, 1979, 1989 та 2011 років.

## Галерея

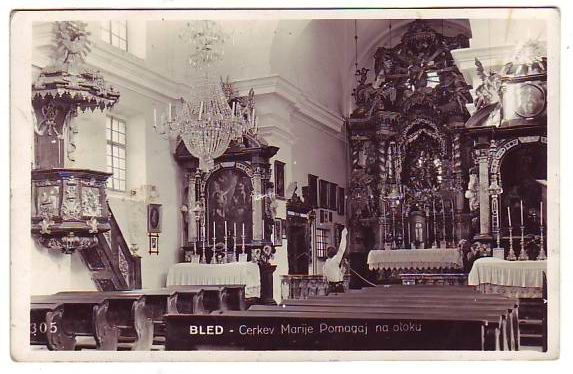
Інтер'єр церкви
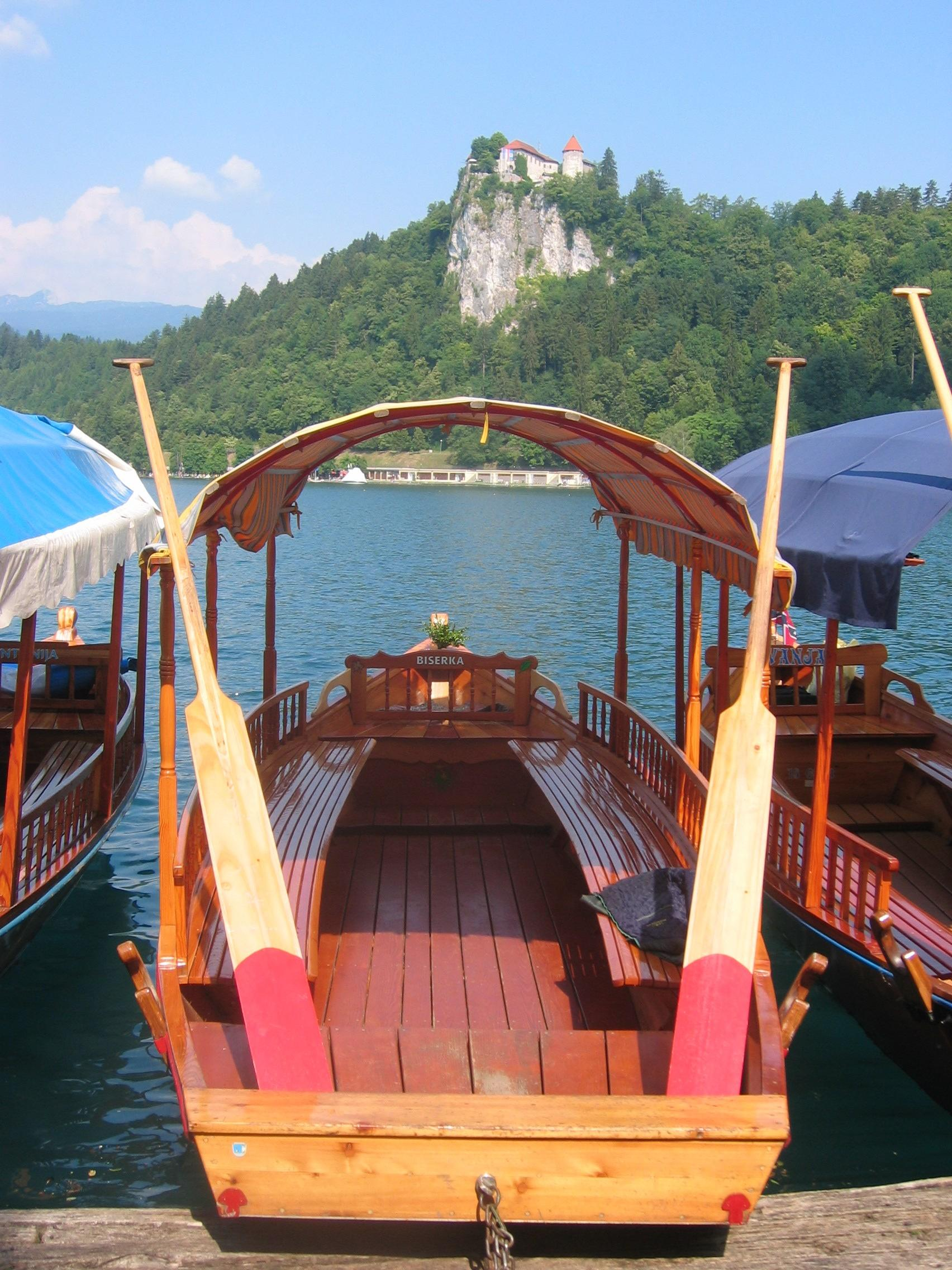
Плетна - особливий місцевий човен
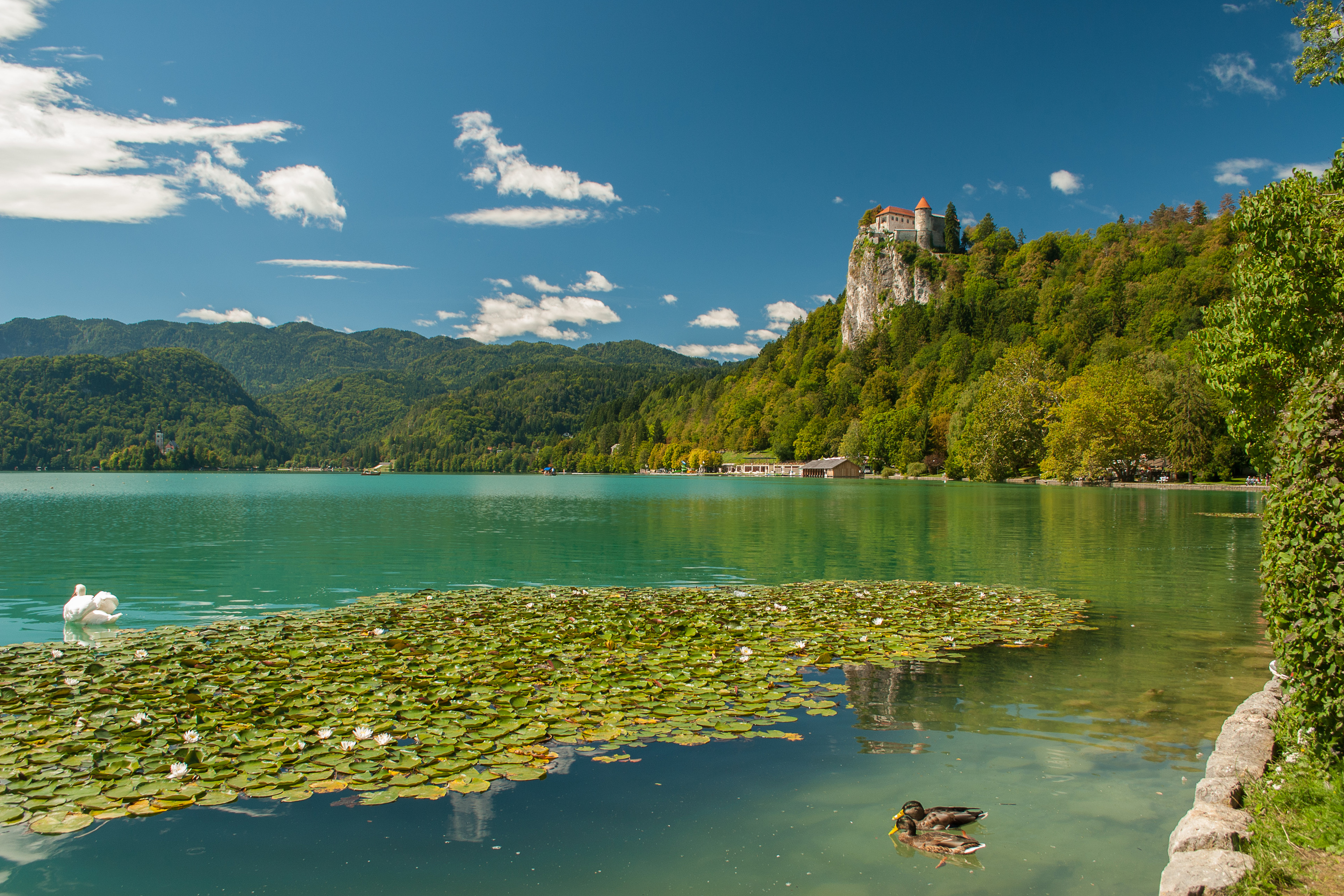
Озеро з замком на задньому фоні
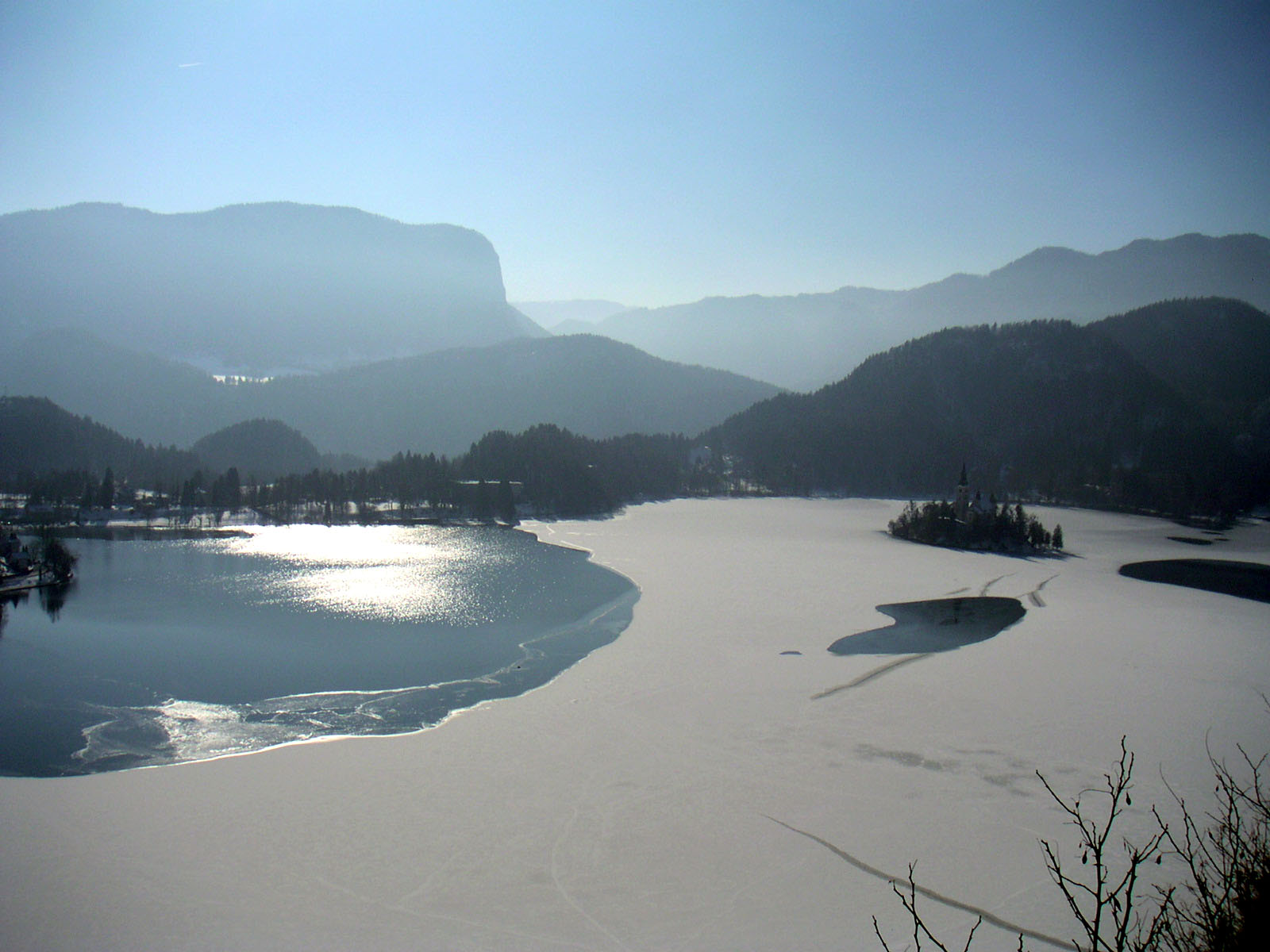
Напівзамерзле озеро
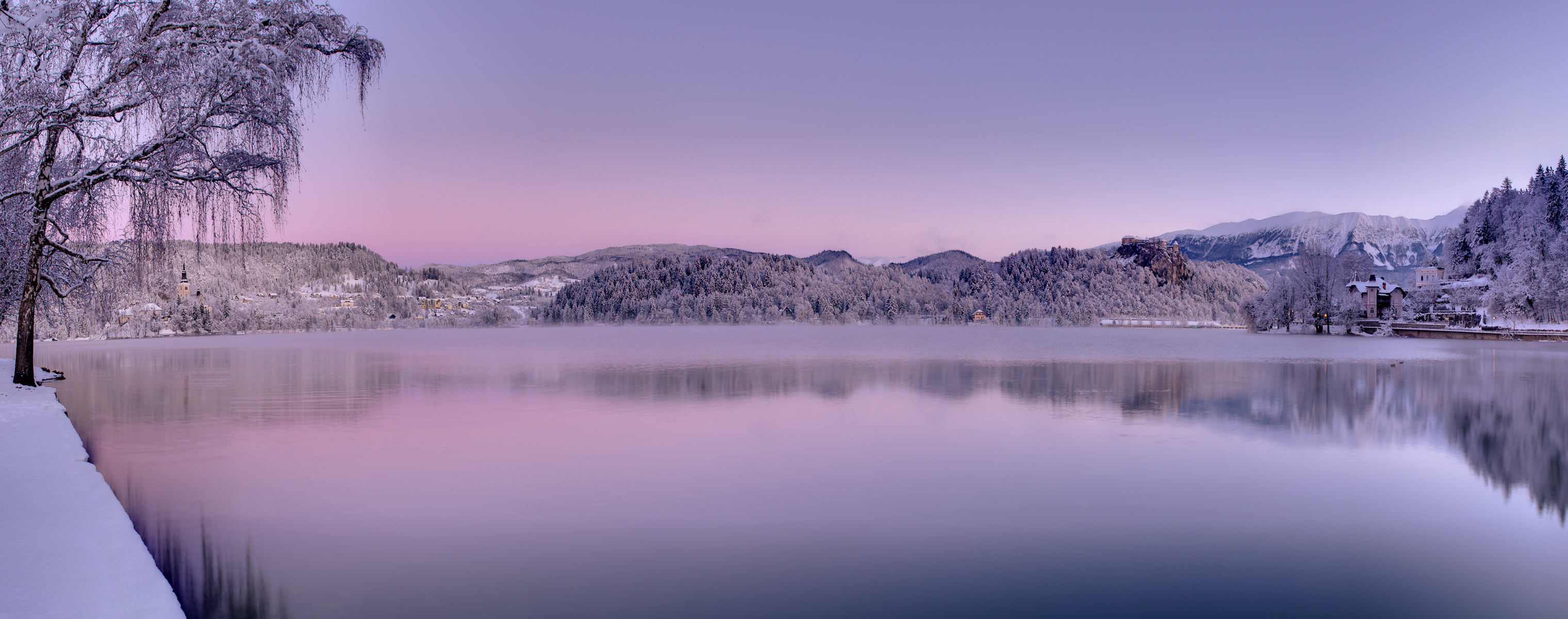
Зимова панорама озера
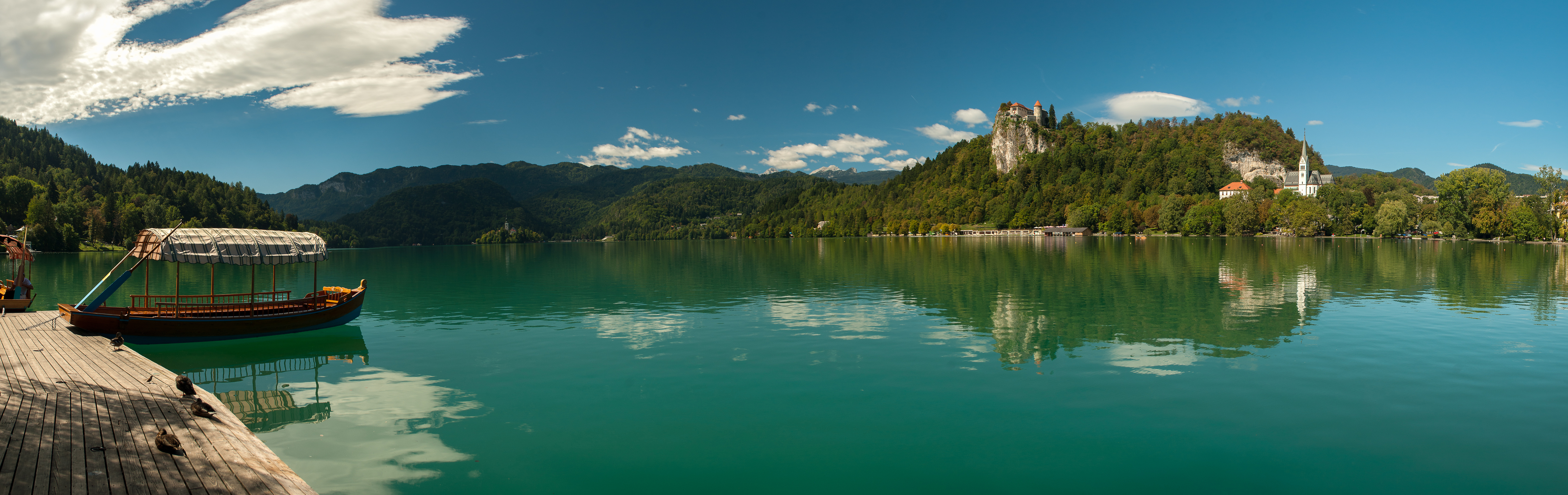
Літня панорама озера
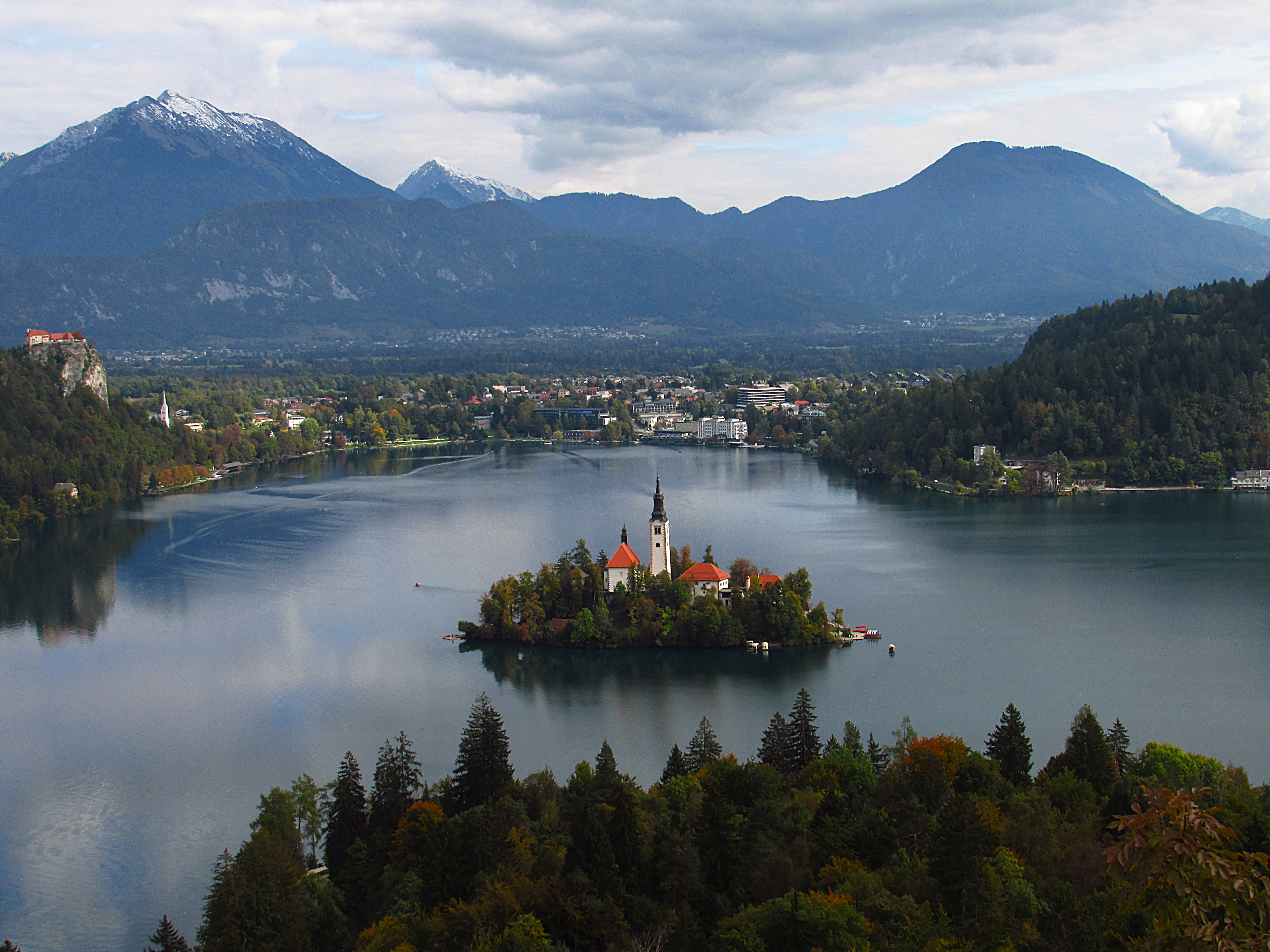
Панорама озера з гори Ойстриця
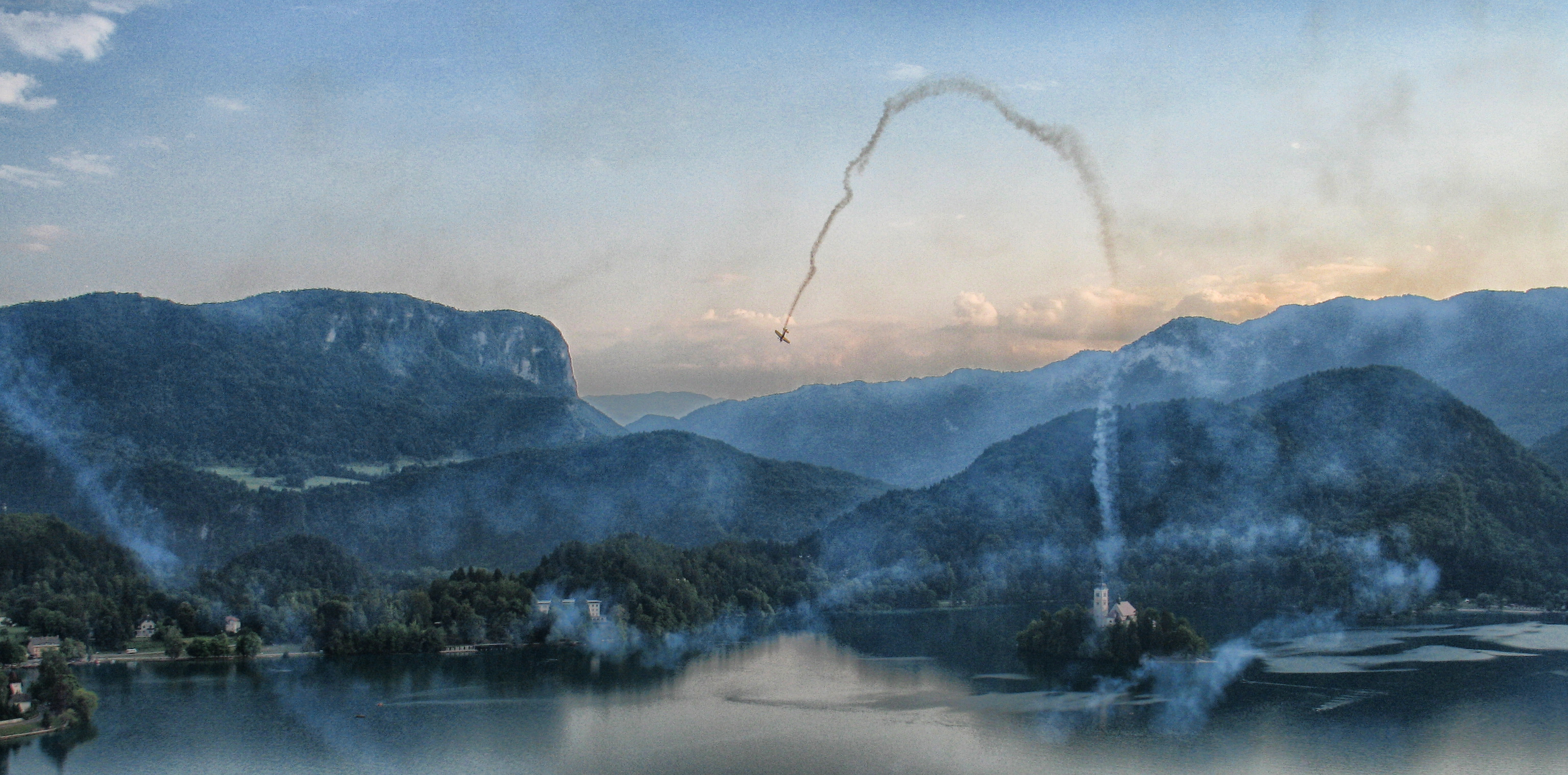
Бледська ніч: змагання з акробатичних польотів, 2013